# 스노우 타 프로덕트
스노우 타 프로덕트(Snow Tha Product, 1987년 6월 24일 ~ )는 미국의 래퍼, 음반 제작자 배우로, 본명은 클라우디아 알렉산드라 펠리치아노(Claudia Alexandra Feliciano)이다. 2011년 데뷔 앨범 Unorthodox를 발매했으며, 싱글 "Holy Shit"과 "Drunk Love" 그리고 믹스테잎 Good Nights & Bad Mornings 로 가장 잘 알려져있다.

## 음반 목록
- Unorthodox (2011)